# Al Khor
Al Khor (em árabe: الخور) é uma cidade costeira capital do município de mesmo nome no norte do Catar, localizada a 50 km a norte da capital, Doha.
Al Khor tem grande população de funcionários da indústria petrolífera devido à sua proximidade aos campos de petróleo e gás natural do norte do Qatar. No censo de 2008 se teve uma estimativa de 31 mil habitantes.